# Phytomyza ranunculina
Phytomyza ranunculina este o specie de muște din genul Phytomyza, familia Agromyzidae, descrisă de Spencer în anul 1963. Conform Catalogue of Life specia Phytomyza ranunculina nu are subspecii cunoscute.